# Expresso da Informação
O Expresso da Informação (ou, simplesmente, Expresso) foi um jornal diário brasileiro, impresso no formato tablóide e com circulação na região metropolitana do Rio de Janeiro.
Foi lançado em março de 2006 pela Infoglobo como segmentação do nicho "jornais compactos", que atingem as classes C e D, concorrendo com o Jornal Meia Hora. O objetivo da empresa é ampliar o mercado de leitores, principalmente entre as pessoas que passam horas de seu dia em transportes coletivos para ir e voltar do trabalho.
O total de páginas varia entre 28 e 36, além de 8 a 16 de classificados. O jornal conta com cinco editorias: "Geral" (cidade e polícia), "Emprego e Economia", "Saúde", "Esportes" e "TV e Lazer", bem como com colunas e seções diárias, como "Bronca do Leitor", "Expressionante", "Glamourosa", "Autoajuda", "As Boas de Hoje", "Passatempo", "Deu nos jogos da Caixa" (com os resultados das loterias) e "Conta Tudo" (com as notícias mais quentes sobre celebridades).
O Expresso oferece conteúdos específicos em determinados dias da semana. Aos domingos, a edição traz a "Zona Quente", com matérias sobre sexo; o "Cantinho da Dona Zezé", com dicas para donas de casa; a "Bola de Cristal", uma página esóterica; e a "Beleza Pura", sobre cuidados com o corpo e estéticos. Também aos domingos, o jornal sai com cadernos especiais de "TV" e "Empregos".
Ao longo da semana, o jornal publica ainda as colunas dos DJ's Marlboro e Dennis (às quintas) e do funkeiro MC Leonardo (aos sábados); a seção "Bem na Foto" (às terças), com cliques dos leitores; Coluna Orixás com o Astral da Semana com Pai Paulo de Oxalá (às segundas), os "Segredinhos da Zica", com dicas sobre cabelo (também às terças); o "Click Expresso", sobre informática (às terças, quintas e sábados); e o caderno especial "Carro Expresso" (às quartas).
Os textos do Expresso são mais curtos, com foco nas principais informações para o leitor (fazendo jus ao slogan "Direto ao que interesa"). A redação emprega 11 jornalistas, além de diagramadores e estagiários. No segundo trimestre de 2011, a circulação média diária foi de 98.162 exemplares, segundo o IVC (Instituto Verificador de Circulação).
O jornal diário deixou de circular no dia 15 de novembro de 2022. 